# Gleźnowo
Gleźnowo [ɡlɛʑˈnɔvɔ] (trước đây là Steinort của Đức) là một ngôi làng thuộc khu hành chính của Gmina Darłowo, thuộc hạt Sławno, West Pomeranian Voivodeship, ở phía tây bắc Ba Lan. Nó nằm khoảng 12 kilômét (7 mi) phía tây nam Darłowo, 25 km (16 mi) phía tây Sławno và 153 km (95 mi) về phía đông bắc của thủ đô khu vực Szczecin.
Trước năm 1945, khu vực này là một phần của Đức. Đối với lịch sử của khu vực, xem Lịch sử của Pomerania.
Làng có dân số 198 người.